# Tasman nationalpark
Tasman nationalpark är en 107,55 km² stor nationalpark i Tasmanien, Australien som inrättades den 30 april 1999. Den skyddar skogar och kustlinje och inkluderar Fossil Island, Hippolyte Rocks samt Tasman Island.

## Flora
Ett antal hotade arter växer inom parken, som innehåller utmärkta områden med kusthed, buskskog, ormbunksraviner och skogar. Bland de hotade arterna i parken finns epacris marginata, epacris myrtifolia, prasophyllum apoxychilum och thelymitra azurea

## Fauna

### Däggdjur
Djurlivet är rikt, med ett överflöd av vissa arter. De större växtätarna som thylogale billardierii, rödhalsad vallaby och nakennosvombat har ökat i antal. Tasmansk opossumråtta och potorous tridactylus apicalis finns i de torrare områdena.
Man har även observerat antechinus swainsonii, antechinus minimus och Gunnis punggrävling.. I vattnen runt nationalparken finns sydafrikansk pälssäl, sjöleopard, mirounga leonina macquariensis och nyzeeländsk pälssäl. Andra vanliga vattendjur är sadeldelfin, öresvin, långfenad grindval, sydkapare och knölval.

### Fåglar
Fågellivet är rikt och varierat, många havsfåglar och vadare som australisk strandskata, sotstrandskata, tofstärna och rödhuvad strandpipare har setts. Totalt uppskattas antalet fågelarter till 120.

### Reptiler och amfibier
Havslädersköldpadda liksom de tre tasmanska landormarna (notechis ater, austrelaps superbus och drysdalia coronoides) samt nio ödlearter och sex av Tasmaniens tio grodarter har observerats.

### Fiskar
Det finns flera vattendrag i nationalparken, nio fiskarter har observerats, två av dessa (retropinna tasmanica och lovettia sealii) är inhemska för Tasmanien.

### Ryggradslösa djur
De hotade arterna orphninotrichia maculata och helicarion rubicundus finns i parken.